# Задориха
Задориха — деревня в Виноградовском районе Архангельской области России. Часть села Борок. Входит в состав Борецкого сельского поселения с центром в Сельменьге, хотя, первоначально планировалось создать Борецкое сельское поселение с центром в деревне Гридинская.

## География
Задориха находится на правом берегу Северной Двины, выше южного рукава реки Тёда. Через ручей Старая Рёхта у деревни Задориха построен деревянный мост.
Через деревню проходит автодорога «Усть-Ваеньга — Осиново — Шиленьга — Корбала — Ростовское — Конецгорье — Рочегда — Кургомень — Топса — Сергеевская — Сельменьга — Городок — Михайловская — Гридинская — Задориха — Скобели — Фалюки».

## Население
| 2002 | 2009 | 2010 | 2012 |
| ---- | ---- | ---- | ---- |
| 36   | ↘27  | ↘22  | ↘21  |

Численность населения деревни, по данным Всероссийской переписи населения 2010 года, составляла 22 человека. В 2009 году в деревне числилось 27 человек, из них 11 пенсионеров.

### Карты
- Топографическая карта P-38-51,52. (Лист Сергеевская)
- Задориха на Wikimapia
- Задориха. Публичная кадастровая карта
- Топографическая карта P-38-052-C,D